# Metropolitana
Metropolitanska knjižnica je knjižnica u Hrvatskoj.

## Povijest
Početci Metropolitanske knjižnice, dragulja među hrvatskim knjižnicama, sežu duboko u 11. stoljeće, u vrijeme kada Zagreb postaje biskupski grad (1093. – 1094.) U ovoj je knjižnici sabrano iznimno bogatstvo pisane riječi, a mnogi je stručnjaci smatraju jednom od vrednijih europskih crkvenih knjižnica.
Knjižnicom u pravom smislu riječi postala je već u 14. stoljeću, a potvrdu toj tvrdnji nalazimo u inventarima zagrebačke Katedrale iz 14. i 15. stoljeća. Na temelju najstarijeg iz 1394. godine možemo pretpostaviti kako je izgledala knjižnica zagrebačke Katedrale u to vrijeme. Od kodeksa koje spominje najstariji inventar, izdvajaju se Biblia sollemnis, Liber sententiarum, Passionale i Benedictionale. Zanimljivo je spomenuti da pisac inventara rukopise popisuje prema njihovim fizičkim obilježjima pa pojedinu knjigu možemo prepoznati po opisu uveza, formatu i po posljednjoj riječi teksta na kraju prvog lista. Osnovu knjižnice čine juridičke, biblijske, liturgijske, filozofske i teološke knjige.
Pravu renesansu knjižnica doživljava u vrijeme biskupa Mikulića (1688. – 1694.) koji, osim što je 1692. sagradio knjižnicu i u njoj objedinio sve knjige, razmještene na različitim mjestima, otkupio vrlo vrijednu knjižnicu poznatog slovenskog polihistora J. W. Valvasora.
Velike zasluge za promicanje Metropolitane pripadaju dvama biskupima – Maksimilijanu Vrhovcu (1787. – 1827.), koji je pribavljao literaturu iz različitih europskih država i Jurju Hauliku (1783. – 1869.), koji ju je otvorio kulturnoj javnosti 1846. godine.
Posebnim ugovorom (1914.) između Prvostolnog Kaptola i Kraljevske sveučilišne knjižnice, Metropolitana se od 1916. nalazi u prostorijama Kraljevske sveučilišne knjižnice, danas Hrvatskog državnog arhiva.

## Fond
Najstariji je rukopis Passionale iz 11. stoljeća, pisan vjerojatno u Splitu. Djela su pisana hrvatskim, latinskim, njemačkim, grčkim, talijanskim i drugim jezicima. Najveći je broj rukopisa pisan goticom, karolinom, nekoliko glagoljicom, a samo jedan u cjelini beneventanom.
Metropolitana čuva i najveću zbirku inkunabula u Hrvatskoj (252). Vrlo vrijednu cjelinu čine knjige tiskane u 16. st. (1470 naslova). Posebno valja spomenuti vrlo malu, ali vrijednu zbirku zemljopisnih karata i atlasa te već spomenutu Valvasorovu knjižnicu. Knjižni fond ove knjižnice omogućuje nam upoznavanje različitih uveza i načina opreme knjiga, povijesti tiskarstva te mnoga vrijedna i rijetka izdanja starih domaćih i stranih izdavača.

## Vanjske poveznice
Mrežna mjesta
- Metropolitanska knjižnica, www.zg-nadbiskupija.hr
- Metropolitana Hrvatska enciklopedija